# Горбач Володимир Іванович
Володимир Іванович Горбач (нар. 4 вересня 1954, Київ) — український альпініст, майстер спорту міжнародного класу (1996). Учасник програми «Прапор України на вершинах світу».

## Сходження
Володимир Горбач, беручи участь у програмі «Прапор України на вершинах світу», здійснив першосходження на вершини Дхаулагірі (8167 м) у 1994 році, Пуморі (7161 м), Ама-Даблам (6812 м) — обидві у 1998 році. В 1999 році взяв участь в Першій українській національній експедиції «Еверест-99», підкоривши Еверест (8848 м, без використання кисню).
Під час спуску з Евересту втратив змогу самостійно пересуватися і був змушений ночувати на висоті понад 8600 м, згодом був знайдений учасниками рятувальної команди Сергія Ковальова.

## Сім вершин
Володимир вирішив виконати сходження на найвищі вершини всіх континентів Землі, що розглядається як альпіністський виклик і зараховує учасників цих сходжень у неформальне об'єднання альпіністів — «Клуб семи вершин». Він уже підкорив Ельбрус (5642 м) — найвища вершина Європи, Аконкагуа (6962 м, січень 2006) — Південна Америка та Деналі (6190 м, червень 2006) — Північна Америка. Деналі Горбач підкорив уже втретє. Останній раз зійшов на гору по класиці, в хорошому темпі — за 14 днів, хоча зазвичай для підкорення вершини необхідно близько місяця часу.
На майбутнє заплановані експедиції на найвищі вершини Антарктиди — пік Вінсон (4892 м) та Австралії і Океанії — Пунчак-Джая (4884 м), що на острові Нова Гвінея.